# Baby Doll
„Baby Doll” este un cântec R&B al formației americane Girlicious. Piesa a fost lansată ca cel de-al treilea disc single al grupului, fiind inclus pe materialalul, Girlicious. „Baby Doll” a debutat pe locul 78 în Canada, urcând până pe locul 55.

## Clasamente
| Clasament        | Poziția maximă | Referință |
| ---------------- | -------------- | --------- |
| Canadian Hot 100 | 55             | [ 2 ]     |